# Maleficent
Maleficent (/məˈlɛfɪsənt/ hoặc /məˈlɪfɪsənt/) là một nhân vật hư cấu xuất hiện với tư cách là phản diện chính trong phim hoạt hình thứ 16 củaWalt Disney Productions là Người đẹp ngủ trong rừng  (1959). Bà xuất hiện như một bà tiên độc ác và tự xưng là "Quý bà của mọi điều ác" sau khi không được mời đến làm lễ rửa tội nên bà đã nguyền rủa đứa trẻ sơ sinh Aurora sẽ "chọc ngón tay vào con quay của khung cưỡi dệt vải và chết" trước khi mặt trời lặn vào đúng sinh nhật lần thứ 16.
Maleficent dựa trên nhân vật bà tiên độc ác trong câu chuyện cổ tích Người đẹp ngủ trong rừng của Charles Perrault, cũng như nhân vật phản diện xuất hiện trong câu chuyện kể lại của Anh em nhà Grimm là Little Briar Rose. Phim hoạt hình Maleficent là doMarc Davis đạo diễn.
Eleanor Audley là người lồng tiếng cho Maleficent, cũng là người lồng tiếng cho Lady Tremaine, mẹ kế độc ác của Cinderella, trong Cô bé Lọ Lem (1950).
Khi Người đẹp ngủ trong rừng phát hành năm 1959, bộ phim vừa là một thất bại về mặt phê bình lẫn thương mại, khiến hãng phim không khuyến khích chuyển thể những câu chuyện cổ tích thành phim hoạt hình trong suốt ba thập kỷ. Tuy nhiên, phần thể hiện bằng giọng hát của Audley được khen ngợi.
Phiên bản sửa đổi của nhân vật xuất hiện với tư cách là nhân vật chính trong bộ phim live-action năm 2014 là Maleficent (Tiên hắc ám) do Angelina Jolie thể hiện, và cả phần tiếp theo là Maleficent: Mistress of Evil năm 2009. Phiên bản Maleficent này được miêu tả là một nhân vật biết đồng cảm, bị hiểu lầm khi cố gắng bảo vệ bản thân và lãnh địa của bà khỏi con người.
Maleficent được mệnh danh là "một trong số kẻ phản diện tàn độc nhất của Disney." Nhân vật này cũng xuất hiện thường xuyên trong loạt trò chơi điện tử Kingdom Hearts.

## Những lần xuất hiện

### Người đẹp ngủ trong rừng
Trong bộ phim hoạt hình do Eleanor Audley lồng tiếng, Maleficent đến gặp Vua Stefan và Lâu đài của Nữ hoàng Leah dự lễ rửa tội cho đứa con gái mới sinh của họ là Công chúa Aurora. Bà bày tỏ sự không hài lòng khi không nhận được lời mời dù bà tiên Merryweather nói rằng họ không cố ý. Khi chuẩn bị rời đi, nữ hoàng Leah lo lắng hỏi bà ấy có cảm thấy bị xúc phạm hay không nhưng Maleficent khẳng định bà không giận, và sau đó đề nghị ban tặng một "món quà" cho Aurora để chứng minh rằng bà ấy "không có ác ý". Maleficent xác nhận rằng Aurora sẽ lớn lên trong sự duyên dáng và xinh đẹp, "được yêu quý bởi tất cả những ai biết cô ấy", nhưng để trả thù cho việc không được mời, bà đặt một lời nguyền lên Aurora rằng trước khi mặt trời lặn vào sinh nhật thứ 16, công chúa sẽ đâm ngón tay vào trục của bánh xe quay dệt vải và chết. Trước khi các Vệ binh Hoàng gia có thể bắt giữ bà, Maleficent biến mất với nụ cười đắc thắng. Mặc dù Merryweather chưa ban tặng món quà cho công chúa nhưng nhưng bà không thể xua tan sức mạnh của Maleficent mà chỉ có thể làm suy yếu lời nguyền trở thành Aurora sẽ chìm vào một giấc ngủ thật sâu, và để thức tình, công chúa cần một nụ hôn từ tình yêu đích thực...

### Maleficent
Phần tái hiện lại live-action năm 2014 giới thiệu Maleficent như một bà tiên tốt bụng nhưng có quá khứ đầy bi kịch. Bà là người bảo vệ Moors, một vương quốc của những sinh vật siêu nhiên, khỏi vương quốc loài người láng giềng. Nhân vật Maleficent do Angelina Jolie thủ vai.
Trước khi mặc trang phục đen mang tính biểu tượng, Maleficent có một đôi cánh tiên đầy lông vũ, mặc một chiếc váy màu nâu và luôn đi chân trần với một chiếc kiềng chân nhỏ ở mắt cá chân trái. Sau khi chữa lành một cái cây, Maleficent kết bạn và yêu một chàng trai nông dân trẻ tên là Stefan, khi được bộ ba pixie là Knotgrass (Imelda Staunton), Thistletwit (Juno Temple) và Flittle (Lesley Manville) cảnh báo về sự hiện diện của anh ấy...

### Maleficent: Mistress of Evil
Jolie đã thể hiện lại vai diễn trong Maleficent: Mistress of Evil, mối quan hệ của Maleficent với Aurora bị thử thách. Các tiên nữ khác cùng loài với bà xuất hiện, dẫn đầu là Conall (Chiwetel Ejiofor). Mẹ của Hoàng tử Philip là Nữ hoàng Ingrith (Michelle Pfeiffer) cố gắng kích động một cuộc chiến tranh giữa con người và các bà tiên nữ bằng cách đồn rằng Maleficent đã ám một lời nguyền khác lên nhà vua, buộc Maleficent phải chạy trốn vương quốc...